# Handbal op de Olympische Jeugdzomerspelen 2010 – jongens
Handbal is een van de sporten die beoefend werden tijdens de Olympische Jeugdzomerspelen 2010 in Singapore. De wedstrijden werden gespeeld van 20 tot en met 25 augustus in het International Convention Centre. Het toernooi werd gespeeld met zes landen, die verdeeld werden in twee groepen van drie. De top twee plaatste zich voor de halve finales.

## Eindstand
| Plaats | Land         |
| ------ | ------------ |
| Goud   | Egypte       |
| Zilver | Zuid-Korea   |
| Brons  | Frankrijk    |
| 4de    | Brazilië     |
| 5de    | Singapore    |
| 6de    | Cookeilanden |

## Toernooi

### Groepsfase

#### Groep A
| Team         | Wed. | W | G | V | PV  | PT  | PS   | Ptn. |
| ------------ | ---- | - | - | - | --- | --- | ---- | ---- |
| Frankrijk    | 2    | 2 | 0 | 0 | 97  | 40  | +57  | 4    |
| Zuid-Korea   | 2    | 1 | 0 | 1 | 106 | 43  | +63  | 2    |
| Cookeilanden | 2    | 0 | 0 | 2 | 8   | 128 | –120 | 0    |

| 20 augustus 2010 18:30 | Cookeilanden | 4 – 58   | Frankrijk   | Suntec Hall 602 Scheidsrechters: Krichene, Makhlouf |
| 20 augustus 2010 18:30 | Robati 2     | (2 - 33) | Bataille 13 | Suntec Hall 602 Scheidsrechters: Krichene, Makhlouf |
| 20 augustus 2010 18:30 | Verslag      |          |             | Suntec Hall 602 Scheidsrechters: Krichene, Makhlouf |

| 21 augustus 2010 18:30 | Zuid-Korea     | 70 – 4   | Cookeilanden | Suntec Hall 602 Scheidsrechters: da Costa, da Costa |
| 21 augustus 2010 18:30 | Jang Insung 12 | (33 - 1) | Kermode 2    | Suntec Hall 602 Scheidsrechters: da Costa, da Costa |
| 21 augustus 2010 18:30 | Verslag        |          |              | Suntec Hall 602 Scheidsrechters: da Costa, da Costa |

| 22 augustus 2010 18:30 | Frankrijk | 39 – 36   | Zuid-Korea | Suntec Hall 602 Scheidsrechters: Schaller, Wutzler |
| 22 augustus 2010 18:30 | Descat 7  | (18 - 17) | Lee Hy 16  | Suntec Hall 602 Scheidsrechters: Schaller, Wutzler |
| 22 augustus 2010 18:30 | Verslag   |           |            | Suntec Hall 602 Scheidsrechters: Schaller, Wutzler |

#### Groep B
| Team      | Pld | W | D | L | GF | GA  | GD  | Pts |
| --------- | --- | - | - | - | -- | --- | --- | --- |
| Brazilië  | 2   | 1 | 1 | 0 | 84 | 38  | +46 | 3   |
| Egypte    | 2   | 1 | 1 | 0 | 81 | 38  | +43 | 3   |
| Singapore | 2   | 0 | 0 | 2 | 14 | 103 | –89 | 0   |

| 20 augustus 2010 20:15 | Singapore | 7 – 50   | Egypte       | Suntec Hall 602 Scheidsrechters: Hizaki, Ikebuchi |
| 20 augustus 2010 20:15 | Koh 3     | (2 - 21) | Abdelrhim 10 | Suntec Hall 602 Scheidsrechters: Hizaki, Ikebuchi |
| 20 augustus 2010 20:15 | Verslag   |          |              | Suntec Hall 602 Scheidsrechters: Hizaki, Ikebuchi |

| 21 augustus 2010 20:15 | Brazilië | 53 – 7   | Singapore | Suntec Hall 602 Scheidsrechters: Eliasson, Gudjonsson |
| 21 augustus 2010 20:15 | Luz 9    | (22 - 3) | Tay 3     | Suntec Hall 602 Scheidsrechters: Eliasson, Gudjonsson |
| 21 augustus 2010 20:15 | Verslag  |          |           | Suntec Hall 602 Scheidsrechters: Eliasson, Gudjonsson |

| 22 augustus 2010 20:15 | Egypte      | 31 – 31   | Brazilië | Suntec Hall 602 Scheidsrechters: Bonaventura, Bonaventura |
| 22 augustus 2010 20:15 | Abdelrhim 9 | (18 - 17) | Dutra 10 | Suntec Hall 602 Scheidsrechters: Bonaventura, Bonaventura |
| 22 augustus 2010 20:15 | Verslag     |           |          | Suntec Hall 602 Scheidsrechters: Bonaventura, Bonaventura |

### Eindfase

#### Eerste wedstrijd
| 23 augustus 2010 20:00 | Cookeilanden | 20 – 27   | Singapore | Suntec Hall 602 Scheidsrechters: Schaller, Wutzler |
| 23 augustus 2010 20:00 | Mataora 6    | (10 - 15) | Pillay 8  | Suntec Hall 602 Scheidsrechters: Schaller, Wutzler |
| 23 augustus 2010 20:00 | Verslag      |           |           | Suntec Hall 602 Scheidsrechters: Schaller, Wutzler |

#### Tweede wedstrijd
| 24 augustus 2010 15:00 | Singapore | 32 – 18  | Cookeilanden   | Suntec Hall 602 Scheidsrechters: Hizaki, Ikebuchi |
| 24 augustus 2010 15:00 | Li 8      | (17 - 8) | drie spelers 4 | Suntec Hall 602 Scheidsrechters: Hizaki, Ikebuchi |
| 24 augustus 2010 15:00 | Verslag   |          |                | Suntec Hall 602 Scheidsrechters: Hizaki, Ikebuchi |

Singapore wint met een totaalscore van 59–38

#### Halve finales
| 24 augustus 2010 18:00 | Frankrijk | 21 – 22 | Egypte   | International Convention Centre Scheidsrechters: da Costa, da Costa |
| 24 augustus 2010 18:00 | Descat 6  | (11-12) | Bechir 5 | International Convention Centre Scheidsrechters: da Costa, da Costa |
| 24 augustus 2010 18:00 | Verslag   |         |          | International Convention Centre Scheidsrechters: da Costa, da Costa |

| 24 augustus 2010 20:00 | Zuid-Korea | 27 – 22 | Brazilië         | International Convention Centre Scheidsrechters: Kirchene, Makhlouf |
| 24 augustus 2010 20:00 | Lee Hy. 8  | (13-10) | Arthur Malburg 9 | International Convention Centre Scheidsrechters: Kirchene, Makhlouf |
| 24 augustus 2010 20:00 | Verslag    |         |                  | International Convention Centre Scheidsrechters: Kirchene, Makhlouf |

#### Kleine finale
| 25 augustus 2010 15:00 | Frankrijk | 40 – 27   | Brazilië  | International Convention Centre Scheidsrechters: Schaller, Wutzler |
| 25 augustus 2010 15:00 | Derot 9   | (23 - 12) | Malburg 7 | International Convention Centre Scheidsrechters: Schaller, Wutzler |
| 25 augustus 2010 15:00 | Verslag   |           |           | International Convention Centre Scheidsrechters: Schaller, Wutzler |

#### Finale
| 25 augustus 2010 20:00 | Egypte    | 35 – 25   | Zuid-Korea | International Convention Centre Scheidsrechters: Bonaventura, Bonaventura |
| 25 augustus 2010 20:00 | Mohsen 15 | (13 - 13) | Lee Hy. 11 | International Convention Centre Scheidsrechters: Bonaventura, Bonaventura |
| 25 augustus 2010 20:00 | Verslag   |           |            | International Convention Centre Scheidsrechters: Bonaventura, Bonaventura |

Atletiek · Badminton · Basketbal · Boksen · Boogschieten · Gewichtheffen · Gymnastiek · Handbal · Hockey · Judo · Kanovaren · Moderne vijfkamp · Paardensport · Roeien · Schermen · Schietsport · Schoonspringen · Taekwondo · Tafeltennis · Tennis · Triatlon · Voetbal · Volleybal · Wielersport · Worstelen · Zeilen · Zwemmen